# Johann Franz Peickhardt
Johann Franz von Peickhardt (* um 1647 in Bayern; † 13. Juli 1706 in Wien) war ein österreichischer Politiker. In den Jahren 1692 bis 1695 sowie 1700 bis 1703 war er Bürgermeister von Wien.
Johann Franz von Peickhardt war von adliger Herkunft. Am 15. Jänner 1700 wurde ihm die Ritterwürde verliehen. Er heiratete am 23. November 1681 die Witwe Judith Ollinger. Peickhardt war während der zweiten Wiener Türkenbelagerung Hauptmann einer Bürgerkompanie. Er war Mitglied des Inneren Rates und zunächst Stadtrichter von Wien. In den Jahren 1692 bis 1695 wurde Johann Franz von Peickhardt schließlich Bürgermeister von Wien, ehe er das Amt an Jakob Daniel Tepser abgab. Nach dessen Amtszeit wurde er erneut Bürgermeister der Stadt und regierte ein zweites Mal in den Jahren 1700 bis 1703. Sein Nachfolger wurde wiederum Jakob Daniel Tepser. Johann Franz von Peickhardt verstarb am 13. Juli 1706 in seinem Haus am Graben.